# 11. ulanski polk (Avstro-Ogrska)
Za druge 11. polke glejte 11. polk.
11. ulanski polk je bil konjeniški polk avstro-ogrske skupne vojske.

## Zgodovina
Polk je bil ustanovljen leta 1814. 

### Prva svetovna vojna
Polkovna narodnostna sestava leta 1914 je bila sledeča: 65% Čehov in 35% Nemcev.
Naborni okraj polka je bil v Litoměřicah, pri čemer so bile polkovne enote garnizirane v Pardubicah.

## Poveljniki polka
- 1859: Viktorin zu Windisch-Grätz[4]
- 1865: Eduard Wickenburg[5]
- 1879: Albert Schwarz[6]
- 1914: Friedrich Prochaska[7]